# Determinismo tecnológico
Determinismo tecnológico é uma teoria reducionista que pressupõe que a tecnologia de uma sociedade impulsiona o desenvolvimento de sua estrutura social e valores culturais.
O termo foi criado por Thorstein Veblen (1857-1929), um economista e sociólogo norte-americano que criticou duramente o sistema capitalista selvagem. Suas opiniões são comparáveis ao Marxismo, ou pelo menos uma versão do marxismo marcadamente positivista e reducionista, ou determinista.
Veblen é famoso na história do pensamento econômico pela combinação de uma perspectiva evolutiva de Darwin com a sua nova institucionalista abordagem à análise econômica. Em sua obra A Teoria da Classe Ociosa (1899), ele argumenta que ocorreu uma divisão fundamental na sociedade entre os que fazem o seu caminho através de exploração e aqueles através da indústria.
As interpretações sobre o determinismo tecnológico saem de duas ideias gerais:
- que o desenvolvimento da tecnologia em si segue um caminho previsível, rastreável em grande parte, além da influência cultural ou política, e
- que a tecnologia, por sua vez tem "efeitos" sobre as sociedades.

## Os deterministas
Deterministas são filósofos e pensadores, que seguem a doutrina segundo a qual todos os acontecimentos do universo obedecem a leis naturais de tipo causal, ou seja, a natureza, a sociedade e a história se subordinam a leis e causas necessárias. No caso do determinismo tecnológico, a tecnologia e seus avanços, seriam os únicos responsáveis por causar mudanças em nossa sociedade. As concepções deterministas podem ser rastreadas no atomismo grego do século V a.C., mas no sentido moderno só se estabeleceram no século XIX.
Adeptos rigorosos do determinismo tecnológico não acreditam que a influência da tecnologia difere de acordo com o quanto a tecnologia é ou pode ser usada. Em vez de considerar a tecnologia como parte de um espectro maior da atividade humana, o determinismo tecnológico vê a tecnologia como base para toda a atividade humana. Deterministas tecnológicos acreditam que "'Você não pode parar o progresso", o que implica que nós somos incapazes de controlar a tecnologia" (Lelia Verde). Isso sugere por que estamos um pouco impotentes e que a sociedade permite que a tecnologia conduza as mudanças sociais: "as sociedades deixam de estar ciente das alternativas para os valores embutidos nela" (MerrittRoe Smith).
O Determinismo tecnológico foi resumido por diversos autores:
"A crença na tecnologia como uma força que rege fundamentalmente na sociedade..." (MerrittRoe Smith).
"A ideia de que o desenvolvimento tecnológico determina a mudança social..." (Bruce Bimber). Isso muda a forma como as pessoas pensam e como eles interagem uns com os outros e pode ser descrito como "... uma proposição lógica de três palavras:" A tecnologia determina história "(Rosalind Williams). Essa "ideia de progresso" ou "doutrina do progresso" é centralizado em torno da ideia de que os problemas sociais podem ser resolvidos por avanço tecnológico, e este é o caminho que a sociedade avança. Determinismo tecnológico tem sido definido como uma abordagem que identifica a tecnologia, ou avanços tecnológicos, como o elemento causal central em processos de mudança sociais (Croteau e Hoynes). Como a tecnologia está estabilizada, o seu design tende a ditar os comportamentos dos usuários, diminuindo a ação humana. No entanto, esta postura ignora as circunstâncias sociais e culturais em que a tecnologia foi desenvolvida. O sociólogo Claude Fischer (1992) caracteriza as formas mais proeminentes de determinismo tecnológico como "bola de bilhar", sendo, abordagens em que a tecnologia é vista como uma força externa introduzida a uma situação social, produzindo uma série de efeitos de ricochete.
Por exemplo, a edição em massa de livros para o público em geral. Nós não seríamos capazes de ter massa literária sem produção em massa. Este exemplo está intimamente relacionado com a crença de Marshall McLuhan que ajudou a produzir o Estado-nação. Esta sociedade transferiu-se de uma cultura oral para a cultura letrada, mas também introduziu uma sociedade capitalista, onde havia distinção de classe e do individualismo. Como Postman mantém: "A imprensa, o computador e a televisão não são, portanto, simplesmente máquinas que transmitem informações. Eles são metáforas através das quais conceituam a realidade de uma forma ou de outra. Eles vão classificar o mundo para nós, a sequência dele, moldá-lo, ampliá-lo, reduzi-lo, discutir um caso para o que é. Através destas metáforas de mídia, nós não vemos o mundo como ele é. Vemos isso como nossos sistemas de codificação são. Tal é o poder da forma de informação. "

## Deterministas Tecnológicos Notáveis
David Dickson
Uma passagem de sua obra parece apropriada para caracterizar o conteúdo da crítica formulada:
| “ | A partir da Revolução Industrial, e particularmente durante os últimos cinquenta anos, parece haver-se convertido em algo geralmente aceito o fato de que uma tecnologia em contínuo desenvolvimento é o único que oferece possibilidades realistas de progresso humano. O desenvolvimento tecnológico, que inicialmente consistiu na melhora das técnicas artesanais tradicionais, e que posteriormente se entendeu à aplicação do conhecimento abstrato aos problemas sociais, prometeu conduzir à sociedade pelo caminho que leva a um próspero e brilhante futuro. O desenvolvimento da tecnologia tem servido inclusive como indicador do progresso geral do desenvolvimento social, fazendo com que se tenda a julgar as sociedades como avançadas ou atrasadas segundo seu nível de sofisticação tecnológica | ” |

 (Dickson, 1980).
É ainda Dickson que ressalta a ideia de linearidade, de evolução social e de Determinismo Tecnológico, que coloca a mudança social como determinada pela mudança técnica, mostrando como ela se relaciona a uma equivocada assimilação entre a “história da civilização” e a “história da tecnologia”. “... a história da civilização, com sua visão unidimensional de progresso, implica que as sociedades podem ser consideradas como primitivas ou avançadas segundo seu nível de desenvolvimento tecnológico. Essa interpretação encontra-se na base de quase todas as investigações culturais e antropológicas levadas a cabo até os primeiros anos de nosso século, e é ainda a mais utilizada para indicar níveis de ”desenvolvimento" (também é a descrição mais popular nos livros de textos escolares, assegurando deste modo que essa interpretação seja mantida pelo sistema educacional). O modelo implícito de evolução social é baseado freqüentemente no conceito de Determinismo Tecnológico, isto é, a ideia de que o desenvolvimento social se encontra determinado quase inteiramente pelo tipo de tecnologia que uma sociedade inventa, desenvolve, ou que nela é introduzido".
Do ponto de vista histórico, a pesquisa acerca da tese fraca concentra-se no processo de transição do feudalismo ao capitalismo para mostrar que já no surgimento do novo modo de produção estavam presentes características no âmbito das forças produtivas e das relações de produção, que mostravam-se coerentes com seu objetivo maior de maximização do excedente apropriado privadamente pelos proprietários dos meios de produção.
Harry Braverman
Uma passagem especialmente pungente da obra de Harry Braverman (Braverman,1977, p.76-77) é apropriada para iniciar este comentário:
| “ | Estudamos muito e aperfeiçoamos, ultimamente, a grande invenção civilizada da divisão de trabalho; só lhe damos um falso nome. Não é, a rigor, o trabalho que é dividido; mas os homens: divididos em meros segmentos de homens - quebrados em pequenos fragmentos e migalhas de vida; de tal modo que toda partícula de inteligência deixada no homem não é bastante para fazer um alfinete, um prego, mas se exaure ao fazer a ponta de um alfinete ou a cabeça de um prego". | ” |

O trabalhador livre pode parcelar voluntariamente o processo de trabalho, mas ele jamais se converte num trabalhador parcelado pela vida afora. Esta é a obra do capitalista, que depois de ganhar com a primeira etapa - análise - e também com a segunda -
parcelamento do processo entre distintos trabalhadores – condena o operário a transformar-se num ser parcelado. Este processo de parcelização tem sido “vendido” apologeticamente pelos “especialistas” interessados na sua manutenção e aprofundamento como um eficaz motor do aumento da produtividade do trabalho social.
Insistindo em negar o formato de curva em “s” que caracteriza qualquer processo de aprendizagem, eles têm legitimado a exploração do trabalhador repetindo a falácia de que quanto mais ele repetir uma mesma tarefa simples de um processo complexo segmentado mais rapidamente e melhor ele a executará.
Marshall McLuhan
Com a influência do determinismo tecnológico, o pensamento acerca dos efeitos da mídia sobre o desenvolvimento das sociedades foi incluído. Sob esse aspecto, Marshall McLuhan foi pioneiro no que tange aos estudos das tecnologias e sua influência na construção da sociedade humana. Ele diz que as tecnologias mudam as ideias de uma sociedade, ou seja, a evolução dos media gera novos comportamentos em um grupo. Dessa forma, as tecnologias atuam como “motor da história”, determinando novas fases. A partir de novas tecnologias, uma nova era se instaura.
A revista The New Yorker escreveu acerca de McLuhan: “importante é a postura global de McLuhan e a sua busca do novo. Ele deu o necessário impulso ao grande debate sobre o que está a acontecer ao Homem nesta idade de rápida aceleração tecnológica”.
McLuhan defende o ideal de que os livros, bem como todo tipo de meios de comunicação estáticos, produzem pontos de vista fixos e homogeneidade de pensamentos, e portanto ao romperem-se as barreiras de tempo e espaço para a comunicação, a sociedade alcançaria novos patamares de desenvolvimento.
Harold Innis
Outro personagem importante na construção dessa ideologia foi Harold Innis, colega de Mcluhan na Universidade de Toronto, que compartilhava de suas ideias sobre a influencia dos meios de comunicação.
Através do “preconceito” aos meios de comunicação apresentado por Innis, foi o precursor da frase mais famosa de Mcluhan: “o meio é a mensagem”.
Ambos personagens tratam a tecnologia da comunicação como fator de essencial importância no desenvolvimento: Innis tem uma visão sobre a influência dela na organização social e cultural, enquanto McLuhan vê seu efeito sobre organização sensorial e de pensamento, tornando assim seus trabalhos quase complementares.
Thomas l. Friedman
Jornalista norte-americano, colunista e autor, em seu livro O mundo é Plano admite ser um determinista tecnológico.
Nesse best-seller, Friedman narra como percebeu que a globalização muda os conceitos econômicos fundamentais. Para o autor, é necessário que os países, empresas e indivíduos mudem sua percepção sobre o mundo, mantendo-se competitivos em um mercado global, onde as divisões históricas e geográficas estão se tornando cada vez mais irrelevantes. Estamos no período da Globalização 3.0. Não são mais os países, nem os governos, nem as empresas multinacionais, os protagonistas da globalização, mas sim os softwares de fluxos de trabalho, os computadores, a fibra óptica, etc.

## Opositores do Determinismo Tecnológico

### Andrew Feenberg
Em oposição ao pensamento tecnologicamente determinista, Andrew Feenberg argumenta que o determinismo tecnológico apresenta conceitos fundamentais questionáveis. Em seu livro Teoria Crítica da Tecnologia, Feenberg mostra que o fator importante na crítica da tecnologia é a instrumentação tecnológica como exigências sociais e técnicas. Reforça ainda a ideia que o afastamento humano da tecnologia anula a função tecnológica. Ele analisa também as questões do perigo ambiental e da ameaça à sobrevivência quando existe este tipo de afastamento.
A base da sua teoria crítica é um conceito de racionalidade tecnológica que ele chama de teoria da instrumentalização. Essa teoria combina a crítica social da tecnologia familiar a partir da filosofia da tecnologia. As aplicações de sua teoria incluem estudos sobre educação on-line, a Internet e os jogos digitais.

## Críticas ao Determinismo Tecnológico
A compreensão de qualquer tecnologia, num sentido social e não meramente técnico, implica um afastamento das perspectivas que se limitam aos chamados "impactes sociais das tecnologias". O que é questionável nesta perspectiva é o relacionamento unidirecional que está inerente à ideia de "impactes sociais", a qual sugere que a tecnologia se situa de certa forma fora da sociedade, exercendo efeitos sobre ela. Tal fato impede que se perceba que os desenvolvimentos tecnológicos não se explicam por si próprios e que, para os compreendermos, temos que os inserir no seu contexto social e cultural.
A mudanças de comportamento da sociedade relacionam diretamente com os avanços tecnológicos. As discussões do Determinismo Tecnológico buscam entender a mudanças de comportamento seja no modo do trabalho, lazer, ou na comunicação.
Talvez a maior revolução do Determinismo Tecnológico seja a aproximação e o distanciamento das pessoas. Conversar com parentes do outro lado do mundo, se sensibilizar com violência em outro continente já faz parte da rotina das famílias de hoje. No entanto da mesma maneira que a tecnologia encurtou as distâncias, ela distanciou pessoas próximas. Quantos de nós conhecemos conversamos com pessoas de outros países mas não conhecemos os próprios vizinhos? Esse distanciamento tomou tal proporção que pode-se notar no dia-a-dia das grandes cidades, milhares de pessoas que se cruzam sem se notar.
Tempos Modernos - Charles Chaplin
O filme "Tempos Modernos" em 1936, satiriza a mecanização da modernidade.O determinismo tecnológico surge neste filme nas cenas de sequências que mostram a relação entre o homem e a máquina. Chaplin tem "necessidade" da nova tecnologia no sentido em que brinca com a ideia do som concebido como um desenvolvimento tecnológico para um discurso muito pessoal: o barulho ensurdecedor das fábricas, a canção memorável no restaurante, a voz do gerente que se comunica com seus funcionários através de uma tela, os representantes da máquina de comer, que se comunicam através de uma publicidade disco com uma voz gravada, até que a sequência em que Charlie Chaplin está prestes a falar, mas, inesperadamente, começou a cantar em uma língua inventada. Um dos temas que parecem se comunicar Chaplin neste filme, é o contraste entre homens subservientes ao progresso tecnológico incansável e aqueles que podem ter usado os avanços tecnológicos para se comunicar um pensamento.